# Жан-Люк Меланшон
Жан-Люк Меланшон (на френски: Jean-Luc Mélenchon) е френски политик с леви убеждения. Избран е за евродепутат през 2009 и в 2012 година е преизбран за втори мандат. Кандидатира се за президент на изборите през 2012, 2017 и 2022 година.

## Биография
Жан-Люк Меланшон е роден на 19 август 1951 година в Танжер. Произхожда от семейство на французи, родени в Алжир, самите те потомци на испанци. Меланшон говори свободно испански. Майка му е учителка и след развод се премества във Франция през 1962 година.
През 1972 година Меланшон завършва философия в Университета на Франш Конте в Безансон. От средата на 70-те години на XX век се занимава активно с политика и работи основно като журналист и редактор. От 1976 до 2008 година е член и активист на Френската социалистическа партия. Къса окончателно със социалистите и организира своя Лява партия (на френски: Parti de Gauche), ядро на Левия фронт, който спечелва евродепутатското място за Меланшон през 2009 година.
През февруари 2016 година Меланшон лансира движението Неподчинената Франция (на френски: la France Insoumise), което подкрепя кандидатурата му за президент. На първия тур от изборите през 2017 година, спечелени от Еманюел Макрон , Меланшон се класира четвърти. През 2022 година на първия тур той остава трети с 22% от гласовете.

## Личен живот
Разведен е. Има дъщеря.